# Adryas magister
Adryas magister är en stekelart som beskrevs av Pinto och Richard Owen 2004. Adryas magister ingår i släktet Adryas och familjen hårstrimsteklar.
Artens utbredningsområde är:
- Costa Rica.
- Ecuador.
- Venezuela.

Inga underarter finns listade i Catalogue of Life.